# Sveriges ambassad i Bryssel
Sveriges ambassad i Bryssel var Sveriges diplomatiska beskickning i Belgiens huvudstad Bryssel. Beskickningen bestod av en ambassad och ett antal svenskar utsända av Utrikesdepartementet. Ambassaden lades ned 2011. Motivet var besparingsskäl. En Stockholmsbaserad ambassadör, sedan 2024 Henric Råsbrant, representerar numera Sverige i Belgien och har till uppgift att föra den löpande dialogen med Belgiens regering, bland annat i EU-frågor, samt främja de ekonomiska och kulturella förbindelserna mellan Belgien och Sverige.

## Beskickningschefer
| Namn                                     | Period    | Funktion                       | Anmärkning                                |
| ---------------------------------------- | --------- | ------------------------------ | ----------------------------------------- |
| Axel von Wahrendorff                     | 1837–1851 | Chargé d’affaires              |                                           |
| Fredrik Anton F. Hartwig Wedel Jarlsberg | 1852–1856 | Chargé d’affaires              |                                           |
| Carl August Järta                        | 1856–1857 | Chargé d’affaires              |                                           |
| Carl August Järta                        | 1857–1858 | Ministerresident               |                                           |
| Carl Adalbert von Mansbach               | 1859–1868 | Ministerresident               |                                           |
| Oluf Stenersen                           | 1869–1870 | Ministerresident               | Sidoackrediterad i Haag.                  |
| Carl Burenstam                           | 1870–1884 | Ministerresident               | Sidoackrediterad i Haag.                  |
| Carl Burenstam                           | 1884–1895 | Ministre plénipotentiaire      | Sidoackrediterad i Haag.                  |
| August Gyldenstolpe                      | 1895–1897 | Ministre plénipotentiaire a.i. | Sidoackrediterad i Haag.                  |
| August Gyldenstolpe                      | 1897–1899 | Ministre plénipotentiaire      | Sidoackrediterad i Haag.                  |
| Herman Wrangel                           | 1900–1904 | Envoyé                         | Sidoackrediterad i Haag.                  |
| Gustaf Falkenberg                        | 1905–1908 | Envoyé                         | Sidoackrediterad i Haag.                  |
| Albert Ehrensvärd                        | 1908–1910 | Envoyé                         | Sidoackrediterad i Haag.                  |
| Fredrik af Klercker                      | 1910–1921 | Envoyé                         | Sidoackrediterad i Haag.                  |
| Gustaf von Dardel                        | 1921–1940 | Envoyé                         | Sidoackrediterad i Luxemburg (från 1922). |
| Gunnar Hägglöf                           | 1944–1946 | Envoyé                         | Baserad i London 1944–1946, i Haag 1946.  |
| Einar Modig                              | 1946–1948 | Envoyé                         | Sidoackrediterad i Luxemburg.             |
| Gunnar Reuterskiöld                      | 1948–1956 | Envoyé                         | Sidoackrediterad i Luxemburg.             |
| Gunnar Reuterskiöld                      | 1956–1956 | Ambassadör                     | Sidoackrediterad i Luxemburg.             |
| Hugo Wistrand                            | 1956–1961 | Ambassadör                     | Sidoackrediterad i Luxemburg.             |
| Stig Unger                               | 1961–1965 | Ambassadör                     | Sidoackrediterad i Luxemburg.             |
| Tage Grönwall                            | 1965–1969 | Ambassadör                     |                                           |
| Tord Göransson                           | 1969–1975 | Ambassadör                     | Sidoackrediterad i Luxemburg.             |
| Lars von Celsing                         | 1976–1979 | Ambassadör                     | Sidoackrediterad i Luxemburg.             |
| Jean-Jacques von Dardel                  | 1979–1984 | Ambassadör                     | Sidoackrediterad i Luxemburg.             |
| Kaj Sundberg                             | 1984–1989 | Ambassadör                     |                                           |
| Henrik Liljegren                         | 1989–1992 | Ambassadör                     |                                           |
| Göran Berg                               | 1993–1998 | Ambassadör                     | Sidoackrediterad i Luxemburg.             |
| Anders Oljelund                          | 1998–2003 | Ambassadör                     |                                           |
| Herman af Trolle                         | 2003–2007 | Ambassadör                     |                                           |
| Magnus Robach                            | 2007–2011 | Ambassadör                     |                                           |
| Ulrika Sundberg                          | 2011–2014 | Ambassadör                     | Stockholmsbaserad                         |
| Maria Christina Lundqvist                | 2014–2016 | Ambassadör                     | Stockholmsbaserad                         |
| Annika Hahn-Englund                      | 2016–2021 | Ambassadör                     | Stockholmsbaserad, även för Luxemburg.    |
| Annika Molin Hellgren                    | 2021–2024 | Ambassadör                     | Stockholmsbaserad, även för Luxemburg.    |
| Henric Råsbrant                          | 2024–     | Ambassadör                     | Stockholmsbaserad, även för Luxemburg.    |